# Abierto Tampico 2024 - Doppio
Il doppio femminile del torneo di tennis professionistico Abierto Tampico 2024, facente parte della categoria WTA 125 nell'ambito del WTA 125 2024, si è giocato dal 21 al 25 ottobre 2024 a Tampico, in Messico.
In finale Carmen Corley e Rebecca Marino hanno sconfitto Alina Korneeva e Polina Kudermetova con il punteggio di 6-3, 6-3.
Kamilla Rachimova e Anastasija Tichonova erano le campionesse in carica, ma Rachimova ha scelto di prendere parte nel concomitante torneo di Guangzhou. Tichonova ha fatto coppia con Anna Blinkova, ma si sono ritirate prima del loro incontro di primo turno.

## Teste di serie
1. Oksana Kalašnikova /  Iryna Šymanovič (primo turno, ritirate)
2. Anna Blinkova /  Anastasija Tichonova (primo turno, ritirate)

1. Quinn Gleason /  Ingrid Martins (quarti di finale)
2. María Carlé /  Eva Vedder (quarti di finale)

## Wildcard
1. Jéssica Hinojosa Gómez /  Lyla Middleton (primo turno)

## Tabellone

### Legenda
| - Q = Qualificato - WC = Wild card - LL = Lucky loser | - ALT = Alternate - SE = Special Exempt - PR = Protected Ranking | - w/o = Walkover - r = Ritirato - d = Squalificato |

|  | Primo turno | Primo turno                  | Primo turno                  | Primo turno                 | Primo turno |  |  | Quarti di finale | Quarti di finale            | Quarti di finale         | Quarti di finale         | Quarti di finale         |                          |     | Semifinali | Semifinali                        | Semifinali                        | Semifinali                   | Semifinali                   |   |   | Finale | Finale | Finale | Finale | Finale |  |
|  |             |                              |                              |                             |             |  |  |                  |                             |                          |                          |                          |                          |     |            |                                   |                                   |                              |                              |   |   |        |        |        |        |        |  |
|  | 1           | O Kalašnikova I Šymanovič    | O Kalašnikova I Šymanovič    | O Kalašnikova I Šymanovič   |             |  |  |                  |                             |                          |                          |                          |                          |     |            |                                   |                                   |                              |                              |   |   |        |        |        |        |        |  |
|  |             | V Rodríguez AS Sánchez       | V Rodríguez AS Sánchez       | V Rodríguez AS Sánchez      | w/o         |  |  |                  | V Rodríguez AS Sánchez      | 0                        | 7                        | [1]                      |                          |     |            |                                   |                                   |                              |                              |   |   |        |        |        |        |        |  |
|  |             | E Arango MP Pérez            | 7                            | 3                           | [5]         |  |  |                  | M Chwalińska A Ružić        | 6                        | 65                       | [10]                     |                          |     |            |                                   |                                   |                              |                              |   |   |        |        |        |        |        |  |
|  |             | M Chwalińska A Ružić         | 63                           | 6                           | [10]        |  |  |                  |                             |                          |                          |                          |                          |     |            | M Chwalińska A Ružić              | M Chwalińska A Ružić              | M Chwalińska A Ružić         |                              |   |   |        |        |        |        |        |  |
|  | 4           | M Carlé E Vedder             | 6                            | 2                           | [10]        |  |  |                  |                             |                          | A Korneeva P Kudermetova | A Korneeva P Kudermetova | A Korneeva P Kudermetova | w/o |            |                                   |                                   |                              |                              |   |   |        |        |        |        |        |  |
|  |             | A Herrero Liñana M Krywoj    | 4                            | 6                           | [6]         |  |  | 4                | M Carlé E Vedder            | M Carlé E Vedder         | 2                        | 6                        |                          |     |            |                                   |                                   |                              |                              |   |   |        |        |        |        |        |  |
|  | WC          | J Hinojosa Gómez L Middleton | J Hinojosa Gómez L Middleton | 1                           | 0           |  |  |                  | A Korneeva P Kudermetova    | A Korneeva P Kudermetova | 6                        | 7                        |                          |     |            |                                   |                                   |                              |                              |   |   |        |        |        |        |        |  |
|  |             | A Korneeva P Kudermetova     | A Korneeva P Kudermetova     | 6                           | 6           |  |  |                  |                             |                          |                          |                          |                          |     |            | Alina Korneeva Polina Kudermetova | Alina Korneeva Polina Kudermetova | 3                            | 3                            |   |   |        |        |        |        |        |  |
|  |             | V Erjavec T Zidanšek         | V Erjavec T Zidanšek         | 2                           | 4           |  |  |                  |                             |                          |                          |                          |                          |     |            |                                   |                                   | Carmen Corley Rebecca Marino | Carmen Corley Rebecca Marino | 6 | 6 |        |        |        |        |        |  |
|  |             | M Joint A Sharma             | M Joint A Sharma             | 6                           | 6           |  |  |                  | M Joint A Sharma            | M Joint A Sharma         | 7                        | 6                        |                          |     |            |                                   |                                   |                              |                              |   |   |        |        |        |        |        |  |
|  |             | M Kononova M Kozjreva        | 6                            | 2                           | [6]         |  |  | 3                | Q Gleason I Martins         | Q Gleason I Martins      | 5                        | 3                        |                          |     |            |                                   |                                   |                              |                              |   |   |        |        |        |        |        |  |
|  | 3           | Q Gleason I Martins          | 3                            | 6                           | [10]        |  |  |                  |                             |                          |                          |                          |                          |     |            | M Joint A Sharma                  | M Joint A Sharma                  | M Joint A Sharma             |                              |   |   |        |        |        |        |        |  |
|  |             | C Corley R Marino            | 4                            | 7                           | [10]        |  |  |                  |                             |                          | C Corley R Marino        | C Corley R Marino        | C Corley R Marino        | w/o |            |                                   |                                   |                              |                              |   |   |        |        |        |        |        |  |
|  |             | N Stojanović J Teichmann     | 6                            | 63                          | [8]         |  |  |                  | C Corley R Marino           | 6                        | 64                       | [10]                     |                          |     |            |                                   |                                   |                              |                              |   |   |        |        |        |        |        |  |
|  |             | E Jacquemot N Párrizas Díaz  | E Jacquemot N Párrizas Díaz  | E Jacquemot N Párrizas Díaz | w/o         |  |  |                  | E Jacquemot N Párrizas Díaz | 2                        | 7                        | [6]                      |                          |     |            |                                   |                                   |                              |                              |   |   |        |        |        |        |        |  |
|  | 2           | A Blinkova A Tichonova       | A Blinkova A Tichonova       | A Blinkova A Tichonova      |             |  |  |                  |                             |                          |                          |                          |                          |     |            |                                   |                                   |                              |                              |   |   |        |        |        |        |        |  |